# Венесуела на літніх Олімпійських іграх 2012
Венесуелу на літніх Олімпійських іграх 2012 представляло 69 спортсменів.

## Нагороди
| Медаль | Спортсмен            | Вид спорту | Дисципліна                         | Дата          |
| ------ | -------------------- | ---------- | ---------------------------------- | ------------- |
| Золото | Рубен Лімардо Гаскон | Фехтування | Чоловіки, шпага, особиста першість | 1 серпня 2012 |